# Pulvérisation en ultra-bas volume
La pulvérisation en ultra-bas volume (UBV) est une technique d'application des pesticides permettant de limiter fortement le volume des préparations phytopharmaceutiques répandues par unité de surface.
Elle a été définie comme la pulvérisation à un taux d'application de moins de 5 litres par hectare pour les grandes cultures ou inférieure à 50 litres par hectare pour l'arboriculture et la sylviculture.
Des taux d'application de 0,25 à 2 l/ha sont typiques des épandages aériens contre des ravageurs forestiers ou migrateurs.
La pulvérisation UBV de pesticides est une technique de pulvérisation bien établie et reste la méthode standard de lutte antiacridienne à l'aide de pesticides. Elle est également largement utilisée par les producteurs de coton du centre-sud et de l'ouest de l'Afrique. Elle a également été utilisée dans les campagnes massives de pulvérisation aérienne contre certains vecteurs de maladies comme la mouche tsé-tsé.
L'avantage principal de la pulvérisation UBV est le rythme de travail élevé (nombres d'hectares traités par jour). C'est une bonne option si une ou plusieurs des conditions suivantes sont réunies :
- grande superficie de terres à traiter ;
- réponse rapide nécessaire ;
- manque d'eau pour les mélanges de pesticides en cuve ;
- problèmes de logistique d'approvisionnement ;
- accès difficile aux sites ciblés.